# Thraulodes packeri
Thraulodes packeri är en dagsländeart som beskrevs av Jay R. Traver och Edmunds 1967. Thraulodes packeri ingår i släktet Thraulodes och familjen starrdagsländor. Inga underarter finns listade i Catalogue of Life.